# Budki (Budki-Rososz)
Budki – część wsi Budki-Rososz w Polsce położona w województwie lubelskim, w powiecie ryckim, w gminie Ryki.
W latach 1975–1998 miejscowość administracyjnie należała do ówczesnego województwa lubelskiego.